# Hohe Buche (Vulkan)
Die Hohe Buche, auch Fornicher Kopf genannt, ist ein durch einen Vulkanausbruch im Quartär entstandener Berg in der Eifel mit einer Höhe von 318 m ü. NN.
Er liegt zwischen Brohl und Namedy in unmittelbarer Nähe zum Rheintal und nahe am Laacher See.

## Vulkanismus
Typisch für den Vulkanismus dieser Region sind mit großem zeitlichen Abstand auftretende, am jeweils selben Ort oft nur einmalige, heftige phreatomagmatische Ausbrüche mit anschließender Förderung erheblicher Mengen an basaltischer Lava. 
Die letzte und wahrscheinlich einzige Eruption der Hohen Buche fand vor rund 110.000 Jahren statt.
In der Römerzeit und dem frühen Mittelalter wurde das Basaltgestein der Hohen Buche als Baumaterial genutzt, u. a. zum Bau der Römerbrücke Trier.
Aufgrund der Nähe zu dem derzeit ruhenden, aber noch nicht als erloschen geltenden Laacher-See-Vulkan sowie einer Reihe noch nicht ausreichend erforschter Effekte, die auf fortbestehende und tendenziell zunehmende magmatische Aktivität hinweisen, wird von manchen Wissenschaftlern ein erneuter Ausbruch in dieser Region für wahrscheinlich gehalten.
Derzeit (Mai 2008) sind aber keine Anzeichen für einen Ausbruch in absehbarer Zeit ersichtlich.
Der Geologieprofessor Ulrich C. Schreiber beschreibt in seinem Roman Die Flucht der Ameisen einen fiktiven Ausbruch des Vulkans in der Gegenwart.